# Арлит (аэропорт)
Аэропорт Арлит (ИАТА: RLT, ИКАО: DRZL) — аэропорт в городе Арлит, центре одноимённого департамента Нигера. Имеет грунтовую взлётно-посадочную полосу длиной 2000 м.